# Aktiebolag
Aktiebolag (AB) ist die einzige schwedische Rechtsform der privaten Aktiengesellschaft als Kapitalgesellschaft.
Für die Gründung einer derartigen Gesellschaft ist ein Mindestkapital von 25.000 schwedischen Kronen (rund 2.400 Euro) und für die Gründung einer Publikumsaktiengesellschaft von 500.000 schwedischen Kronen (rund 48.000 Euro) notwendig.
Organe der schwedischen Aktiengesellschaft sind die Hauptversammlung (bolagsstämma) und der dem Aufsichtsrat ähnelnde styrelse.
Die Rechtsform wird auch von kleinen und mittelständischen Unternehmen genutzt.